# The Third Movement
The Third Movement est un label discographique indépendant néerlandais de techno hardcore, basé à Hoorn, en Hollande-Septentrionale.

## Histoire
The Third Movement est fondé en 2001 par des anciens membres du label ID&T dont Sebastian Hoff (Promo) et DJ X-Ess. Un label parent, Industrial Movement est créé et dirigé par Lenny Dee (directeur du label Industrial Strength Records) et Promo. Dans les années 2000-2010, le label compte une dizaine d'anciens membres d'ID&T, dont Catscan, Daisy, The DJ Producer, Lenny Dee, Osiris, T-Junction, Unexist et Vince. Les membres actuels incluent Alex B, D-Passion, Dana, Dep Affect, Hectic Fence, N-Vitral, Peaky Pounder, Promo, Tommy Pulse, Void Settler, et Xaphan.
En 2021, le label publie le single My Secret de Hysta,.